# Малое Алдаркино
Ма́лое А́лдаркино (чув. Кӗҫӗн Алтӑрьел) — село в Борском районе Самарской области России. Входит в состав сельского поселения Большое Алдаркино.

## География
Село находится в восточной части Самарской области, в степной зоне, на расстоянии примерно 12 км (по прямой) к северо-востоку от села Борское, административного центра района. Абсолютная высота — 110 м над уровнем моря.
Климат
Климат характеризуется как резко континентальный, с морозной малоснежной зимой и жарким сухим летом. Средняя температура воздуха самого тёплого месяца (июля) — 21 °C; самого холодного (января) — −14 °C. Среднегодовое количество атмосферных осадков составляет 350 мм.
Часовой пояс
Село Малое Алдаркино, как и вся Самарская область, находится в часовой зоне МСК+1. Смещение применяемого времени относительно UTC составляет +4:00.

## Население
| 2010 |
| ---- |
| 67   |

Половой состав
По данным Всероссийской переписи населения 2010 года, в гендерной структуре населения мужчины составляли 49,3 %, женщины — соответственно 50,7 %.
Национальный состав
Согласно результатам переписи 2002 года, в национальной структуре населения русские составляли 67 % из 93 чел., чуваши — 32 %.